# Tiro nos Jogos Olímpicos de Verão de 2016 - Fossa olímpica dublê masculino
A prova da fossa olímpica dublê masculino do tiro nos Jogos Olímpicos de Verão de 2016 decorreu a 10 de agosto no Centro Nacional de Tiro.

## Formato da competição
Na qualificação, cada atirador disparou a 50 alvos duplos em três rondas, com os melhores a serem apurados para a semifinal. Nesta fase e na disputa pelas medalhas os atiradores presentes dispararam a mais 15 alvos duplos em ronda única. Os desempates nas semifinais e na final foram feitos através de um shoot-off, sendo que desempenhos iguais devem ter as suas posições através do resultado da qualificação.

## Medalhistas
Fehaid Al-Deehani, de nacionalidade kuwaitiana mas impedido de competir por sua nação devido a uma sanção do Comitê Olímpico Internacional, tornou-se o primeiro Participante Olímpico Independente a ganhar uma medalha de ouro na história dos Jogos Olímpicos. Derrotou Marco Innocenti, italiano que foi prata. O britânico Edward Ling ganhou o duelo contra o compatriota Tim Kneale na luta pelo bronze.
| Ouro   | IOA Fehaid Al-Deehani |
| Prata  | ITA Marco Innocenti   |
| Bronze | GBR Steven Scott      |

## Recordes
Antes do evento, estes eram os recordes olímpicos e mundiais:
| Qualificação     | Qualificação                                   | Qualificação                                   | Qualificação                                   | Qualificação                                   | Qualificação                                   |
| Tipo             | Atirador                                       | Pontos                                         | Local                                          | Data                                           |                                                |
| ---------------- | ---------------------------------------------- | ---------------------------------------------- | ---------------------------------------------- | ---------------------------------------------- | ---------------------------------------------- |
| Recorde mundial  | Tim Kneale                                     | 148                                            | Munique                                        | 9 de junho de 2014                             |                                                |
| Recorde olímpico | As regras mudaram desde as últimas Olimpíadas. | As regras mudaram desde as últimas Olimpíadas. | As regras mudaram desde as últimas Olimpíadas. | As regras mudaram desde as últimas Olimpíadas. | As regras mudaram desde as últimas Olimpíadas. |

Os seguintes recordes foram estabelecidos durante a competição:
| Data         | Fase         | Atirador      | País          | Pontos | Recorde          |
| ------------ | ------------ | ------------- | ------------- | ------ | ---------------- |
| 10 de agosto | Qualificação | Andreas Löw   | GER Alemanha  | 140    | Recorde olímpico |
| 10 de agosto | Qualificação | James Willett | AUS Austrália | 140    | Recorde olímpico |

## Resultados

### Qualificação
Estes foram os resultados da fase qualificatória:
| Pos. | Atirador          | País                                | 1  | 2  | 3  | 4  | 5  | Total | Shoot-off | Notas |
| ---- | ----------------- | ----------------------------------- | -- | -- | -- | -- | -- | ----- | --------- | ----- |
| 1    | Andreas Löw       | GER Alemanha                        | 29 | 27 | 28 | 28 | 28 | 140   |           | Q,    |
| 2    | James Willett     | AUS Austrália                       | 30 | 24 | 30 | 29 | 27 | 140   |           | Q,    |
| 3    | Tim Kneale        | GBR Grã-Bretanha                    | 28 | 27 | 29 | 30 | 25 | 139   |           | Q     |
| 4    | Steven Scott      | GBR Grã-Bretanha                    | 28 | 25 | 27 | 29 | 29 | 138   |           | Q     |
| 5    | Marco Innocenti   | ITA Itália                          | 28 | 28 | 30 | 26 | 24 | 136   |           | Q     |
| 6    | Fehaid Al-Deehani | IOA Atletas Olímpicos Independentes | 27 | 24 | 28 | 27 | 29 | 135   | +12       | Q     |
| 7    | Joshua Richmond   | USA Estados Unidos                  | 27 | 27 | 23 | 29 | 29 | 135   | +11       |       |
| 8    | Hu Binyuan        | CHN China                           | 26 | 23 | 28 | 29 | 29 | 135   | +7        |       |
| 9    | Khaled Al-Kaabi   | UAE Emirados Árabes Unidos          | 27 | 28 | 25 | 25 | 29 | 134   |           |       |
| 10   | Enrique Brol      | GUA Guatemala                       | 25 | 25 | 27 | 28 | 28 | 133   |           |       |
| 11   | Vitaly Fokeev     | RUS Rússia                          | 27 | 25 | 27 | 27 | 27 | 133   |           |       |
| 12   | Pan Qiang         | CHN China                           | 28 | 28 | 29 | 24 | 24 | 133   |           |       |
| 13   | Vasily Mosin      | RUS Rússia                          | 26 | 23 | 26 | 29 | 28 | 132   |           |       |
| 14   | Walton Eller      | USA Estados Unidos                  | 24 | 27 | 26 | 26 | 28 | 131   |           |       |
| 15   | Ahmad Al-Afasi    | IOA Atletas Olímpicos Independentes | 24 | 26 | 27 | 26 | 25 | 128   |           |       |
| 16   | Antonino Barillà  | ITA Itália                          | 25 | 25 | 25 | 27 | 23 | 125   |           |       |
| 17   | William Chetcuti  | MLT Malta                           | 22 | 25 | 24 | 26 | 26 | 125   |           |       |
| 18   | Håkan Dahlby      | SWE Suécia                          | 26 | 24 | 24 | 25 | 22 | 125   |           |       |
| 19   | Sean Nicholson    | ZIM Zimbabwe                        | 24 | 23 | 24 | 24 | 24 | 119   |           |       |
| 20   | Hebert Brol       | GUA Guatemala                       | 22 | 24 | 21 | 26 | 24 | 116   |           |       |
| 21   | Mohamed Ramah     | MAR Marrocos                        | 23 | 18 | 28 | 22 | 24 | 115   |           |       |
| 22   | Paulo Reichardt   | PAR Paraguai                        | 25 | 23 | 17 | 19 | 22 | 106   |           |       |

### Semifinal
Estes foram os resultados da fase semifinal:
| Pos. | Atirador          | País                                | Total | Shoot-off | Notas               |
| ---- | ----------------- | ----------------------------------- | ----- | --------- | ------------------- |
| 1    | Fehaid Al-Deehani | IOA Atletas Olímpicos Independentes | 28    |           | Disputa pelo ouro   |
| 2    | Marco Innocenti   | ITA Itália                          | 27    |           | Disputa pelo ouro   |
| 3    | Tim Kneale        | GBR Grã-Bretanha                    | 26    | +2        | Disputa pelo bronze |
| 4    | Steven Scott      | GBR Grã-Bretanha                    | 26    | +2        | Disputa pelo bronze |
| 5    | James Willett     | AUS Austrália                       | 26    | +1        |                     |
| 6    | Andreas Löw       | GER Alemanha                        | 25    |           |                     |

### Finais
Estes foram os resultados das disputas pelas medalhas:
| Pos.              | Atirador          | País                                | Total | Shoot-off | Notas |
| ----------------- | ----------------- | ----------------------------------- | ----- | --------- | ----- |
| Medalha de ouro   | Fehaid Al-Deehani | IOA Atletas Olímpicos Independentes | 26    |           |       |
| Medalha de prata  | Marco Innocenti   | ITA Itália                          | 24    |           |       |
| Medalha de bronze | Steven Scott      | GBR Grã-Bretanha                    | 30    |           |       |
| 4                 | Tim Kneale        | GBR Grã-Bretanha                    | 28    |           |       |

Legenda
| Recorde mundial      | Recorde mundial (World record)               |                       | Recorde africano                      | Recorde africano (African) |                                           | Q | Classificado por posição (Qualified) |
| Recorde olímpico     | Recorde olímpico (Olympic record)            | Recorde da América    | Recorde da América (Americas)         | q                          | Classificado por melhor tempo (Qualified) |   |                                      |
| Melhor marca do ano  | Melhor marca do ano (World leading)          | Recorde asiático      | Recorde asiático (Asian)              | DNS                        | Não largou (Did not start)                |   |                                      |
| Recorde nacional     | Recorde nacional (National record)           | Recorde europeu       | Recorde europeu (European)            | DNF                        | Não terminou (Did not finish)             |   |                                      |
| Recorde pessoal      | Recorde pessoal do atleta (Personal best)    | Recorde da Oceania    | Recorde da Oceania (Oceania)          | DSQ / DQ                   | Desclassificado (Disqualified)            |   |                                      |
| Recorde da temporada | Recorde da temporada do atleta (Season best) | Recorde sul-americano | Recorde sul-americano (South America) | NM                         | Sem marca (No mark)                       |   |                                      |